# Luidia australiae
Luidia australiae (лат.) — вид морских звёзд рода Луидии (Luidia) из отряда паксиллоносных морских звёзд. Встречается в Тихом океане у берегов Австралии и Новой Зеландии.

## Описание
У Luidia australiae может быть разное количество длинных, тонких, сужающихся лучей, но чаще всего их семь. Центральный диск и лучи тускло-жёлтого цвета с неравномерными тёмно-зелёными или чёрными пятнами. Диаметр может достигать 40 см.
- Luidia australiae
- Дорзальная сторона
- Вентральная сторона

## Распространение и среда обитания
Luidia australiae встречается в водах южной Австралии и Новой Зеландии. Эта луидия встречается на рифах, в зарослях морской травы и полузарыта в песок на глубине до 110 м. Иногда её выносит на берег после штормов.

## Биология
L. australiae — хищник, которого часто можно встретить наполовину зарытым в ил в зарослях морской травы, где её окраска служит камуфляжем. Вероятно, этото вид является оппортунистическим хищником макрофауны, а возможно, и падальщиком.